# Czerwonak
Czerwonak (deutsch Czerwonak, 1943–1945 Rotental (Kr. Posen)) ist ein Dorf und Sitz der gleichnamigen Landgemeinde im Powiat Poznański der Woiwodschaft Großpolen in Polen.

## Gemeinde
Zur Landgemeinde (gmina wiejska) Czerwonak gehören 13 Ortsteile (deutsche Namen, amtlich bis 1945) mit einem Schulzenamt (sołectwo):
Annowo (Annahof)
Bolechowo (Bernau, 1943–1945 Bolchau)
Bolechowo-Osiedle
Bolechówko (Hackweiler)
Czerwonak (Czerwonak, 1943–1945 Rotental (Kr. Posen))
Dębogóra (Dembogora, 1939–1945 Eichenhöhe)
Koziegłowy  (Ziegenhagen)
Mielno
Miękowo (Weichingen)
Owińska (Owinsk, 1939–1945 Treskau)
Potasze (Heinrichsfelde)
Promnice (Prämnitz, 1939–1945 Premnitz)
Szlachęcin (Schlagentin)
Trzaskowo (Brachfeld)
Weitere Ortschaften der Gemeinde sind Kicin (Buschdorf), Kliny (Lindengarten) und Ludwikowo (Ludwigshöhe).

## Verkehr
Am Bahnhof Czerwonak an der Bahnstrecke Poznań–Bydgoszcz halten Regionalzüge aus Gollantsch (Gołańcz), Grätz (Grodzisk Wlkp.), Posen (Poznań) und Wongrowitz (Wągrowiec).
Durch den Ort führt die Woiwodschaftsstraße 196 von Posen nach Wongrowitz.